# Tedj Bensaoula
Tedj Bensaoula   (Hammam Bouhadjar, 1 de desembre de 1954) és un exfutbolista algerià de la dècada de 1980.
Fou internacional amb la selecció d'Algèria amb la qual participà en la Copa del Món de futbol de 1982 i 1986.
Pel que fa a clubs, destacà a MC Oran i Le Havre AC.
Trajectòria com a entrenador:
- 1999:  Algèria
- 2001–2002:  Algèria
- 2002: MC Oran